# Louis LeCocq
 (mars 2019).
Si vous disposez d'ouvrages ou d'articles de référence ou si vous connaissez des sites web de qualité traitant du thème abordé ici, merci de compléter l'article en donnant les références utiles à sa vérifiabilité et en les liant à la section « Notes et références ».
Louis Bennett LeCocq est un pilote automobile américain né le 27 mars 1892 à Pella (Iowa) et décédé le 30 mars 1919.

## Biographie
En 1919 il se qualifie pour l'Indianapolis 500 et s'élance de la 25e place sur la grille de départ. Cette année-là on comptera 18 abandons dont celui prématuré de Louis LeCocq. Lors du 97e tour de course il percute le mur de sécurité faisant exploser le moteur de sa voiture alors qu'il se trouvait en quatrième position. Son mécanicien, Robert Bandini, qui l'accompagnait meurt lui aussi sur le coup.